# Esther Süss
Esther Süss (* 19. März 1974 in Villigen) ist eine ehemalige Schweizer Mountainbikerin (Marathon und Cross Country).

## Sportliche Laufbahn
Durch die Bekanntschaft mit ihrem jetzigen Lebenspartner und Betreuer Erich Birchler kam sie 1998 zum Radsport; nach einigen Teilnahmen an Hobby-Rennen gewann sie 2003 den Marathontitel bei den MTB World Games in Saalbach-Hinterglemm.
In den Jahren 2005 und 2006 fuhr Esther Süss für das Ghost International Racing Team, wechselte 2007 zum Wheeler Swiss Team und im darauffolgenden Jahr zum Wheeler iXS Pro Team.
Ihr grösster sportlicher Erfolg war der Weltmeistertitel im Marathon in St. Wendel (Deutschland) am 8. August 2010.
Im Juni 2018 gewann sie den Black Forest Ultra Bike Marathon auf der Ultra-Distanz (116,9 km).
Im August 2021 gewann die damals 47-Jährige in Grindelwald zum siebten Mal die Eiger-Bike-Challenge.
Esther Süss lebt in Küttigen, wo sie mit einem 50-%-Pensum als TW-Lehrerin an der Primarschule arbeitet.

## Auszeichnungen
- Am 4. März 2011 wurde Esther Süss als Aargauer Sportlerin des Jahres 2010 gewählt.[7]
- 2012 sowie 2013 wurde sie zur Schweizer Radsportlerin des Jahres gewählt.[8][9]

## Erfolge
2007
- Europameisterschaft Cross Country

2008
- Europameisterschaft Marathon
- Schweizer Meisterschaft Marathon

2009
- Schweizer Meisterschaft Cross Country
- Schweizer Meisterschaft Marathon
- Weltmeisterschaft Marathon

2010
- Schweizer Meisterschaft Marathon
- Europameisterschaft Marathon
- Schweizer Meisterschaft Cross Country
- Weltmeisterschaft Marathon

2014
- Schweizer Meisterschaft Marathon